# Товариство опіки над українськими емігрантами (Канада)
Това́риство опі́ки над украї́нськими пересе́ленцями імені св. Рафаї́ла в Кана́ді — канадська філія однойменного галицького товариства, організована на початку 1925 року з метою допомогти українським переселенцям до Канади. Центральний офіс товариства у Вінніпезі мав понад 20 місцевих комітетів і близько сотні зв'язкових.

## Історія
Гололовний період діяльності товариства припадає на 1925 — 1931 роки. На початку 1930-х років, коли обмежено еміграцію до Канади, діяльність товариства занепала.

## Діяльність
Інформації в справах подорожі, вибір землі на поселення, посередництво у праці, правні поради і клопотання в канадських установах, видавництво популярних альманахів, бюлетенів і листівок з найпотрібнішими інформаціями для нових переселенців (головно для початкуючих фермерів), зв'язок з українськими організаціями в Європі, в основному з Товариством опіки над українськими емігрантами у Львові.

## Головні діячі
К. Продан (референт у міністерстві рільництва провінції Манітоба), І. Боберський, о Й. Жан, Д. Ільчишин (секретар товариства і редактор альманахів), лікар Л. Резновський, адвокат С. Савула та ін.